# Muscat Classic 2025
De derde editie van de wielerwedstrijd Muscat Classic vond plaats op 7 februari 2025. Het peloton van 117 renners startte nabij het strand van Al Mouj in de Omaanse hoofdstad Muscat en finishte ruim 170 kilometer later in Al Bustan. De wedstrijd maakte deel uit van de UCI Asia Tour, met de categorie 1.1. De Nederlander Rick Pluimers won de wedstrijd en volgde daarmee de Nieuw-Zeelander Finn Fisher-Black op.

## Uitslag
| Plaats  | Naam                   | Ploeg                  | Tijd     |
| ------- | ---------------------- | ---------------------- | -------- |
| Winnaar | Rick Pluimers          | Tudor Pro Cycling Team | 4u16'50" |
| 2       | Jenthe Biermans        | Arkéa-B&B Hotels       | z.t.     |
| 3       | Henok Mulubrhan        | XDS Astana Team        | z.t.     |
| 4       | Diego Ulissi           | XDS Astana Team        | z.t.     |
| 5       | Tom Donnenwirth        | Groupama-FDJ           | z.t.     |
| 6       | Valentin Paret-Peintre | Soudal Quick-Step      | z.t.     |
| 7       | Davide Toneatti        | XDS Astana Team        | z.t.     |
| 8       | Iván García Cortina    | Movistar Team          | z.t.     |
| 9       | Mauri Vansevenant      | Soudal Quick-Step      | z.t.     |
| 10      | Stian Fredheim         | Uno-X Mobility         | z.t.     |
| 11      | Florian Vermeersch     | UAE Team Emirates-XRG  | z.t.     |
| 12      | Davide De Pretto       | Team Jayco AlUla       | z.t.     |
| 13      | David Gaudu            | Groupama-FDJ           | z.t.     |
| 14      | Nahom Zeray            | JCL Team UKYO          | z.t.     |
| 15      | Damien Howson          | Q36.5 Pro Cycling Team | z.t.     |
| 16      | David de la Cruz       | Q36.5 Pro Cycling Team | z.t.     |
| 17      | José Luis Faura        | Burgos-Burpellet-BH    | z.t.     |
| 18      | Jambaljamts Sainbayar  | Burgos-Burpellet-BH    | z.t.     |
| 19      | Steff Cras             | Team TotalEnergies     | z.t.     |
| 20      | Rafał Majka            | UAE Team Emirates-XRG  | z.t.     |

2023 · 2024 · 2025